# Armstrong Whitworth Sinaia
L'Armstrong Whitworth Sinaia est un bombardier lourd à long rayon d'action expérimental britannique de l'entre-deux-guerres.
La construction de ce bimoteur fut lancée en 1918 pour offrir une alternative au Airco DH.10 L’appareil se présentait comme un gros biplan à ailes égales décalées, coiffées par des ailerons à compensation aérodynamique. Chaque moteur en ligne Armstrong Siddeley A-8 Tiger (à ne pas confondre avec le moteur Armstrong Siddeley Tiger en étoile beaucoup plus connu) reposaient sur l’extrados du plan inférieur, la nacelle du moteur se prolongeant largement en arrière du bord de fuite pour permettre l’installation, de chaque côté du fuselage, d’un poste de mitrailleur. Cette disposition très inhabituelle devait entrainer des perturbations dans l’écoulement de l’air au niveau des empennages, justifiant l’utilisation d’un empennage cellulaire.  
La signature de l’Armistice mit fin au programme, la RAF voyant ses crédits considérablement diminués, pourtant deux prototypes furent achevés, et assemblés à Martlesham Heath, le premier vol ayant lieu le 25 juin 1921. Les prototypes furent utilisés pour divers essais en vol, recevant en particulier à l’avant un canon de 37 mm Cowentry Ordnance Works. Notons encore que pour réduire le coût de l’appareil le constructeur proposa en vain un modèle équipé de moteurs Napier Lion de 480 ch.